# Rue Saint-Blaise
La rue Saint-Blaise est une voie du 20e arrondissement de Paris, en France.

## Situation et accès
La rue Saint-Blaise est une voie publique située dans le 20e arrondissement de Paris. Elle débute place Saint-Blaise et se termine au 109-113, boulevard Davout. Elle présente la caractéristique d'avoir un habitat contrasté : de grands bâtiments au sud-est et des immeubles de taille plus réduite et des maisons de ville dans sa partie nord-ouest.
Une brocante s'y déroule chaque année au début juin.
La place des Grès au croisement avec la rue Vitruve était la place principale du village de Charonne.

Vues de la rue Saint-Blaise
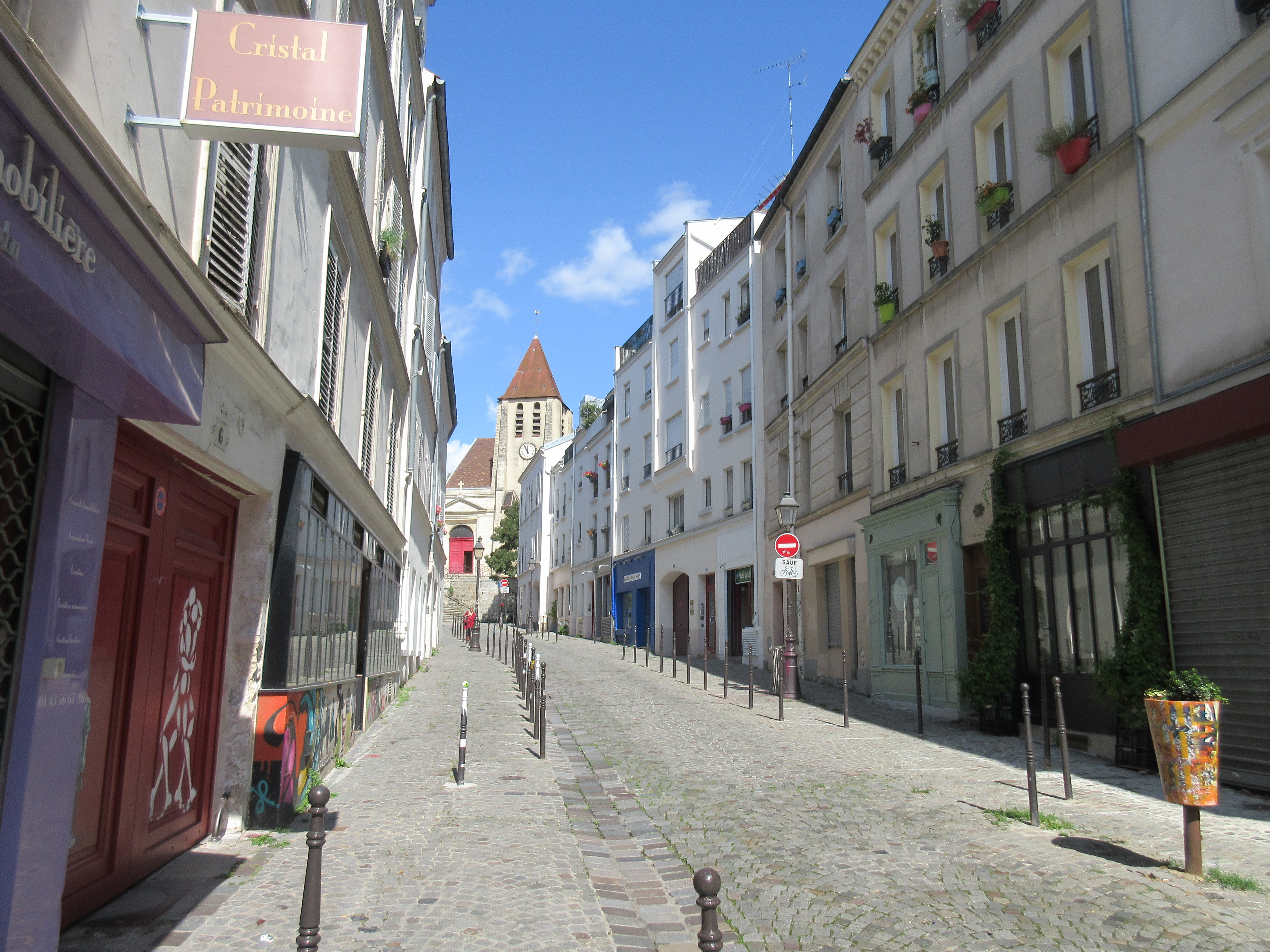
La rue Saint-Blaise avec en arrière plan l'église Saint-Germain de Charonne.
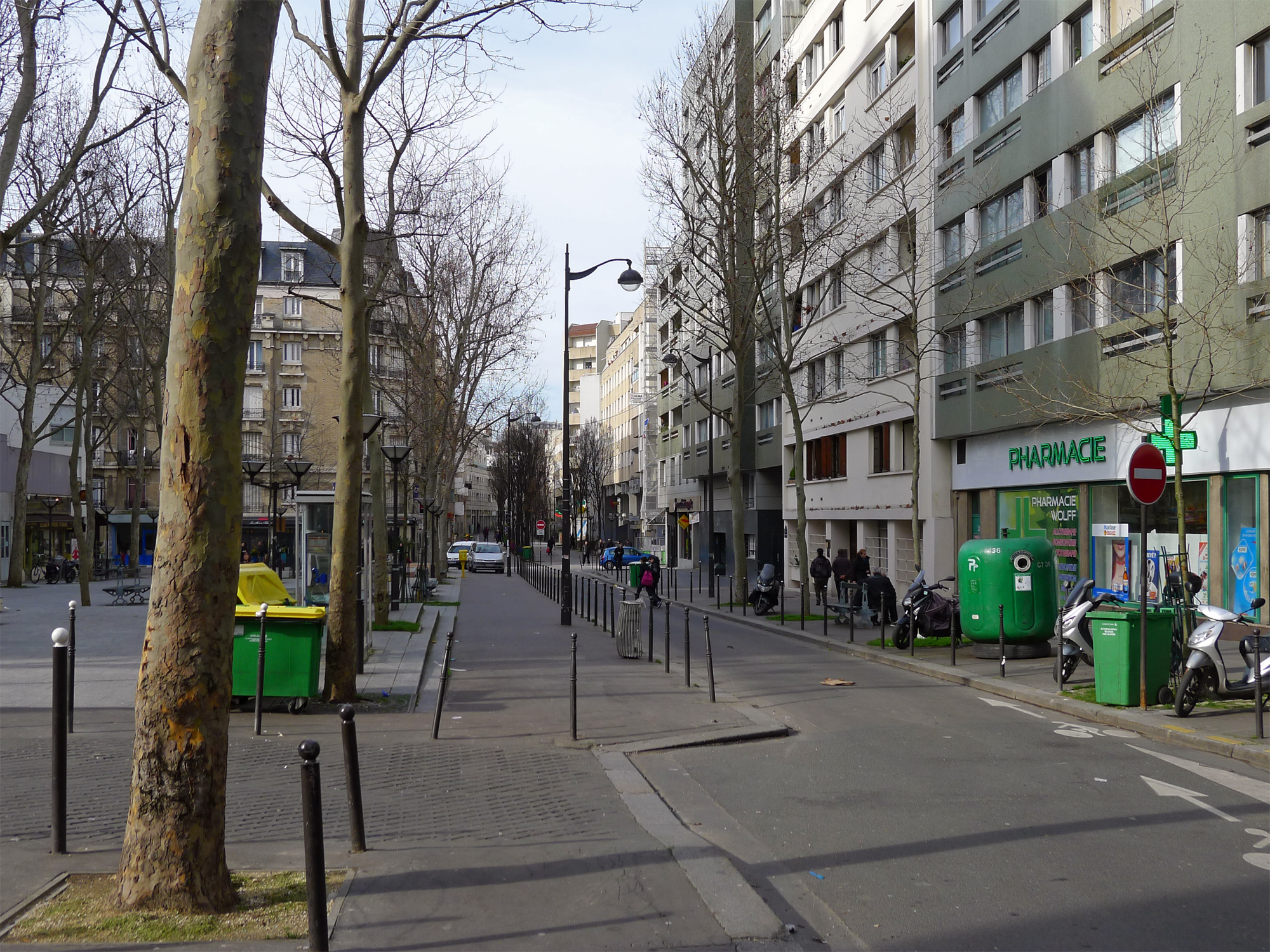
Les grands immeubles.
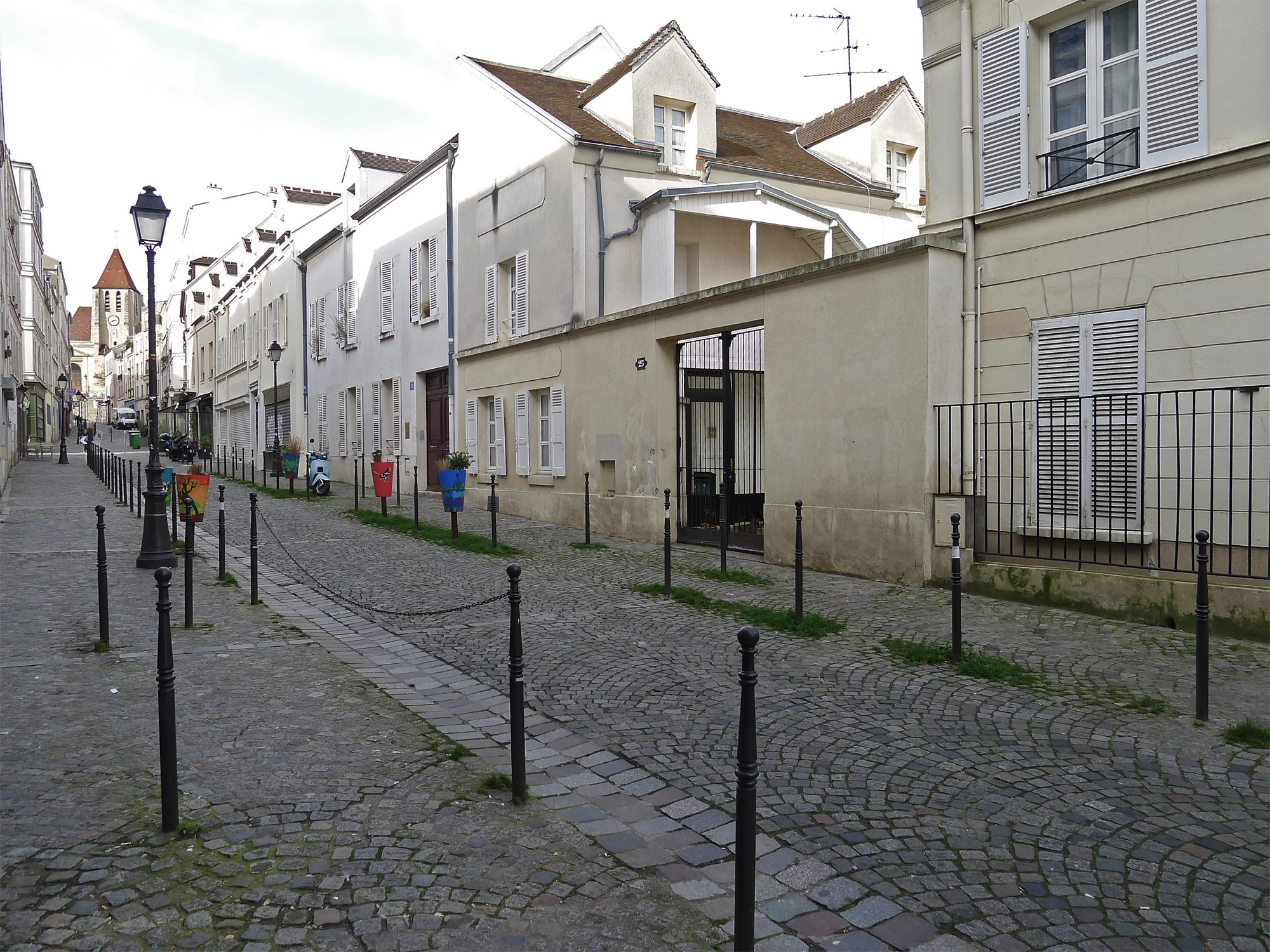
Les maisons de ville.

## Origine du nom
Elle doit son nom à une chapelle de l'église Saint-Germain de Charonne consacrée à Saint-Blaise.

## Historique

Panneau Histoire de Paris
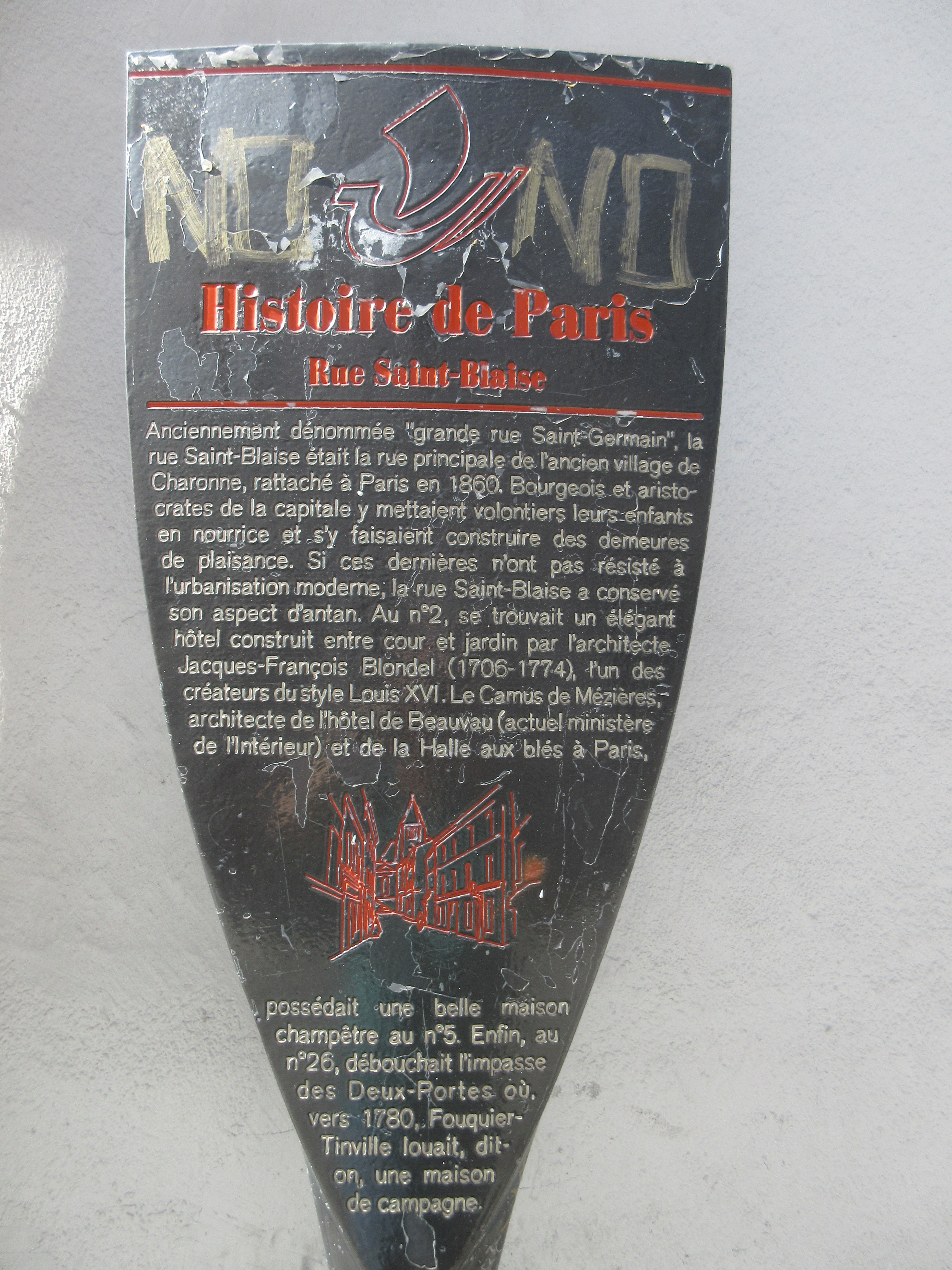
Panneau Histoire de Paris.
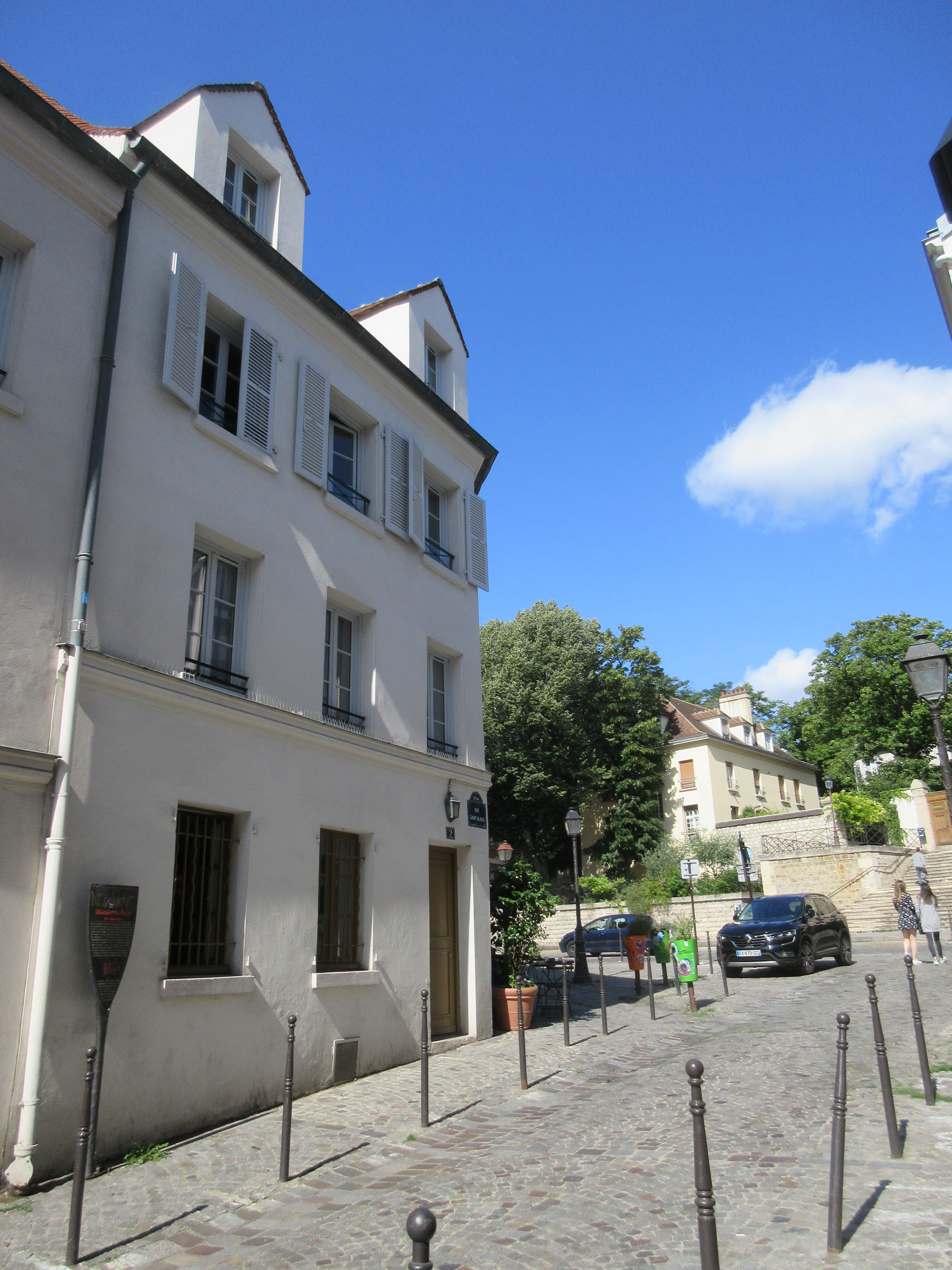
Emplacement panneau Histoire de Paris "Rue Saint-Blaise" au no 2 rue Saint-Blaise.

Cette voie, qui figure sur le plan de Jouvin de Rochefort de 1672 comme la rue principale du village de Charonne, est classée en 1771 sous le nom de « Grande rue Saint-Germain », et « route départementale no 23 ».
Avant la construction de la ligne de Petite Ceinture en 1854, la rue de Fontarabie atteignait la rue Saint-Germain. 
Classée dans la voirie parisienne par un décret du 23 mai 1863, elle prend sa dénomination actuelle par un arrêté du 26 février 1867.
Elle a été inscrite dans le Grand projet de renouvellement urbain (GPRU) de la ZAC Saint-Blaise.

## Bâtiments remarquables et lieux de mémoire
- no 2 : emplacement d'un hôtel particulier, construit au début du XVIIIe siècle par Jacques-François Blondel. Le pavillon s'ouvrait sur une cour ronde de 25 mètres de diamètre en demi lune sur les rues Saint-Blaise et de Bagnolet avec à l'arrière un jardin en forme de losange long de 60 mètres[1].
- no 5 : Nicolas Le Camus de Mézières y possédait une maison de campagne (démolie en 1929).
- Angle rue Saint-Blaise-rue des Deux-Portes : le procureur Antoine Fouquier-Tinville (1746-1795), surnommé le Pourvoyeur de la guillotine, y louait  une maison de campagne (disparue vers 1820).
- no 46  : portail surmonté d'un mascaron à tête de Neptune, unique vestige d'une maison de plaisance du XVIIIe siècle où était établi de 1836 à 1906 un pensionnat tenu par des religieuses de la Providence de Portrieux. L'entrée de la rue Courat était située à côté[2].  Ce bâtiment et ceux avoisinants sont remplacés par ceux construits à la fin du XXe siècle et au début du XXIe siècle autour du square de la Salamandre dans le cadre de l'aménagement de la ZAC Saint-Blaise.

Maisons disparues
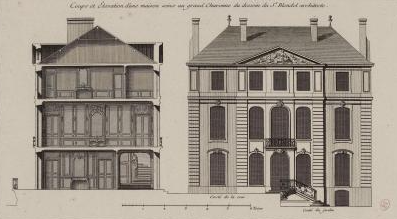
Maison au no 2. Dessin de Jean Mariette.
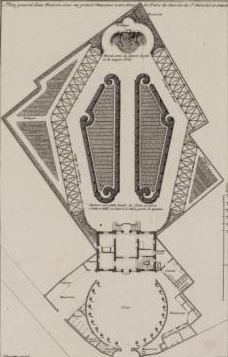
Plan de la propriété du no 2
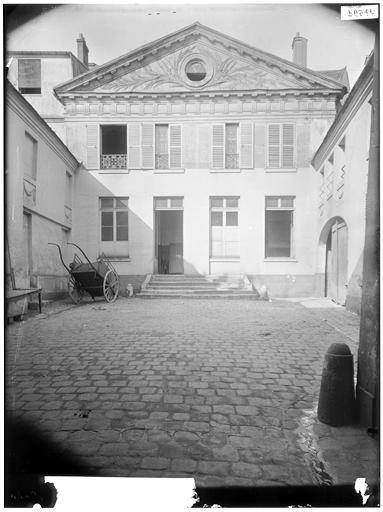
Le no 5 en 1900, par Eugène Atget.
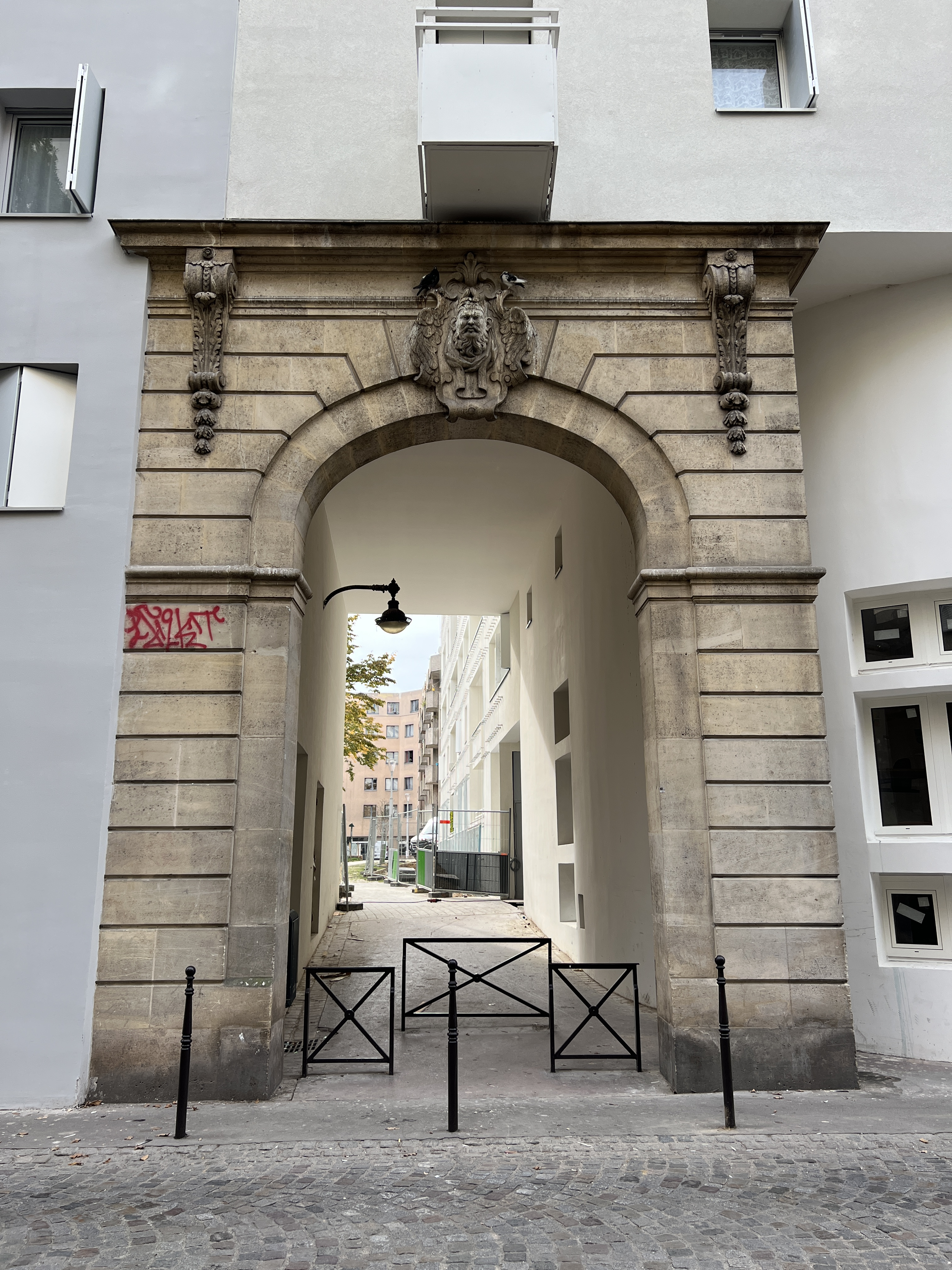
Portail au no 46.

## Dans la culture

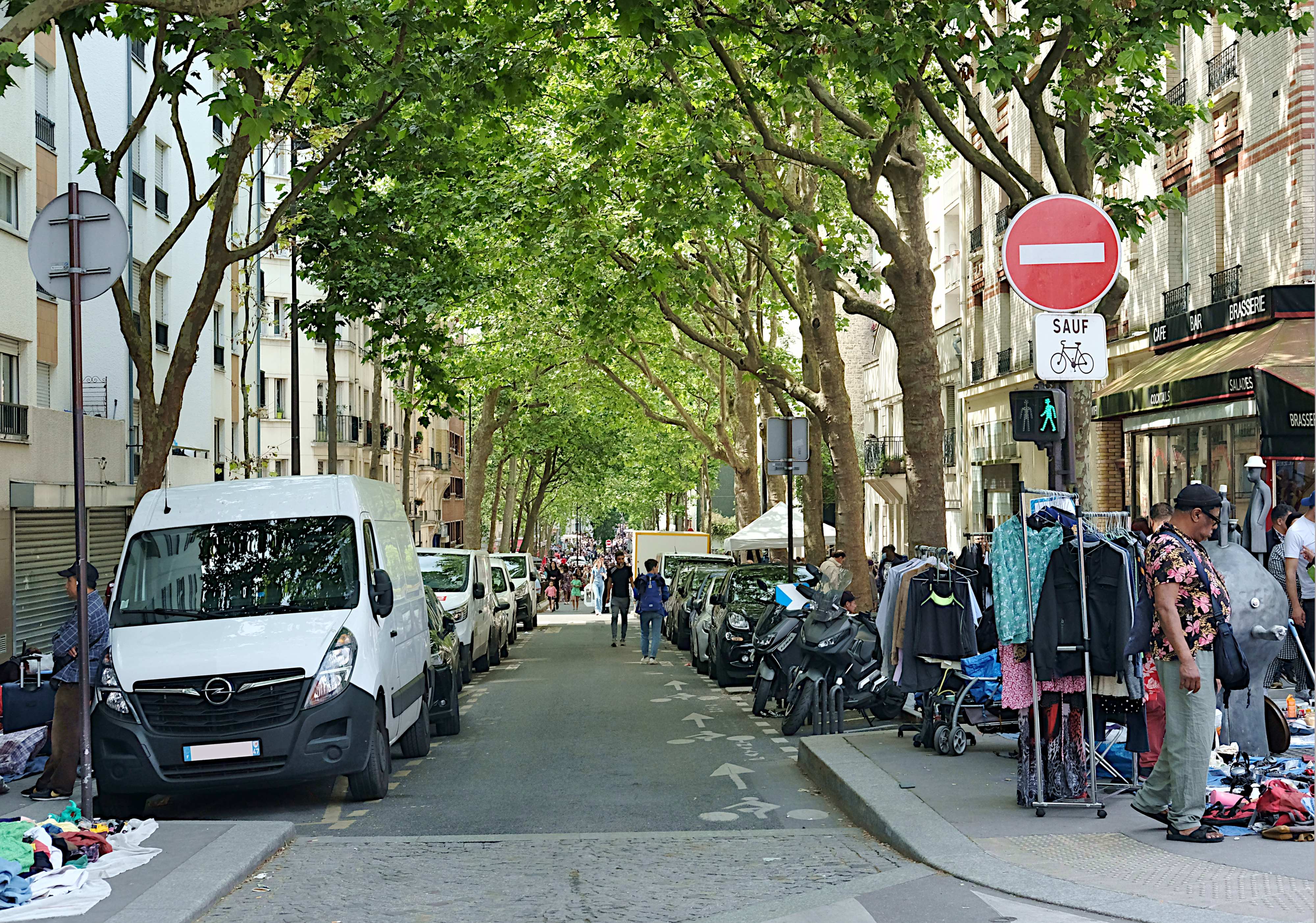
Brocante annuelle à proximité du boulevard Davout.

En 1961 on y tourne, à la hauteur de l'actuel no 14, une scène du Cave se Rebiffe, celle où Jean Gabin entre dans la boutique de la fleuriste (Françoise Rosay).
Elle est le lieu principal de tournage du téléfilm Au Bon Beurre réalisé par Édouard Molinaro en 1980.
C'est également le principal lieu de tournage du film La Gardav de Thomas Lemoine et Dimitri Lemoine.